# Stepan Lessovski
Stepan Stepanovitch Lessovski (en russe : Степан Степанович Лесовский), né en 1817 en France, décédé en 1884 à Saint-Pétersbourg, est un admiral russe, gouverneur militaire de Kronstadt (1864) - (du 28 octobre 1866 au 8 novembre 1871, ministre de la Marine impériale de Russie (1876 à 1880). Auteur d'un tour du monde (1853-1856). Dans la Marine il fut surnommé « oncle Stepan ».
Issu d'une famille noble, il compte parmi ses lointains ascendants le baron et diplomate Piotr Pavlovitch Chafirov (1669-1739).

## Biographie
Diplômé du Corps naval des Cadets et de l'École d'officiers en 1835, Stepan Lessovski fut affecté dans la Flotte de la mer Noire, servant sous les ordres de Mikhaïl Lazarev. Sous le commandement de Vladimir Istomine, il navigua au large des côtes du Caucase et participa à plusieurs expéditions en Méditerranée. Au cours de cette année, il commanda le brick Yazon et la frégate Koulevchi. De 1835 à 1855, il commanda au grade de lieutenant (grade correspondant à celui de capitaine dans l'armée terrestre) la frégate Diana.

### Tour du monde
Lessovski appareilla de Kronstadt le 4 octobre 1853. Il passa le Cap Horn puis se dirigea vers l'Extrême-Orient. Dans la baie de Castries il se mit à la disposition de Poutiatine afin de remplir une mission diplomatique. Alors qu'il naviguait dans la baie de Simoda en mer du Japon, un séisme provoqua le naufrage de la frégate Diana. Il appareilla du Japon en 1855, à bord d'un schooner, et mit le cap sur Atlanta puis sur l'embouchure de l'Amour. La même année, il construisit avec les membres de l'équipage une pile (batterie d'artillerie de marine) au cap Lazarev. Au cours de la dernière année de son tour du monde, Lessovski commanda l'ensemble des membres d'équipage et fut chef des batteries côtières à Nikolaïevsk-sur-l'Amour. En 1856, il traversa la Sibérie et jeta l'ancre à Saint-Pétersbourg. Sa circumnavigation accomplie, il fut promu la même année capitaine (deuxième rang - grade correspondant à celui de lieutenant dans l'infanterie ou l'armée de l'air) et reçut son affectation pour la marine marchande. En 1856, il reçut une nouvelle promotion : capitaine (premier rang - grade correspondant à celui de colonel|colonel dans l'infanterie et l'armée de l'air). De 1857 à 1858, il servit dans la Société russe de la Navigation et du Commerce en mer Noire.
De 1858 à 1861,  Lessovski administra en qualité de commandant le port de Kronstadt. Il supervisa de 1861 à 1862, aux États-Unis la construction de navires destinés à la Marine impériale de Russie. En 1862 il fut promu contre-amiral. De 1863 à 1864, alors qu'il était commandant d'une expédition sur les côtes d'Amérique du Nord, comprenant les frégates Alexandre Nevsky et Chevalier et le clipper Almaz, il fut également mandaté par Alexandre II afin d'empêcher toute ingérence de la Grande-Bretagne et de la France dans la Guerre d'indépendance américaine. En 1864, le contre-amiral fut nommé au poste de gouverneur militaire de Kronstadt et de nouveau commandant des ports de cette ville. Au cours de ses fonctions, il modernisa cette cité en la dotant d'une nouvelle caserne, de l'eau et du gaz. De 1864 à 1865 il fut nommé à la tête d'un escadron en mer Méditerranée. Puis il administra de nouveau les ports de Kronstadt et occupa le poste de gouverneur militaire de cette ville (1866 au 8 novembre 1871). En 1876, Nicolas Ier le nomma ministre de la Marine et il occupa ce poste jusqu'en 1880.
En 1879 Stepan Lessovski fut promu au grade d'adjudant-général. En 1871 vice-amiral, le 8 novembre 1871, membre de la surintendance de l'Amirauté. Le 23 juin 1876, il fut admis comme membre du Conseil d'État. Du 23 juin 1880 à 1884, il dirigea les forces navales en Océan Pacifique. En 1881 promu amiral et de 1882 à 1884 il occupa les fonctions de chef de la Commission de la révision des lois maritimes.

### Décès et inhumation
Stepan Stepanovitch Lessovski mourut en 1884 à Saint-Pétersbourg et fut inhumé au cimetière Novodievitchi de Saint-Pétersbourg. Dans les années 1980, certaines pierres tombales furent restaurées dont celle de l'amiral.

## Distinctions
- 8 avril 1873 : Ordre de Saint-Vladimir (deuxième classe)
- 1er janvier 1876 : Ordre de l'Aigle blanc (Russie impériale)
- 1er janvier 1879 : Ordre de Saint-Alexandre Nevski